# Isla barrera

Isla barrera y otras formas costeras

Una isla barrera es un accidente costero constituido por un cordón relativamente estrecho y de poca altura de arena dispuesto en paralelo a la costa continental. Por lo general, aparece en cadenas, que consisten desde unas pocas islas a más de una docena. Exceptuando las aguas bajas que separan las islas, una cadena de islas barrera se puede extender ininterrumpidamente durante más de un centenar de km. La longitud y la anchura de las islas barreras y la morfología general de las costas están relacionadas por varios parámetros, como la amplitud mareal, la energía de las olas, el suministro de sedimentos, las tendencias del nivel del mar y los controles del relieve oceánico.
Se pueden encontrar a lo largo de las costas de todo el mundo muchas cadenas de islas barrera, lo que sugiere que se pueden formar, y mantenerse, en una variedad de entornos ambientales. Se han formulado muchas teorías para explicar sus formaciones.

## Formación

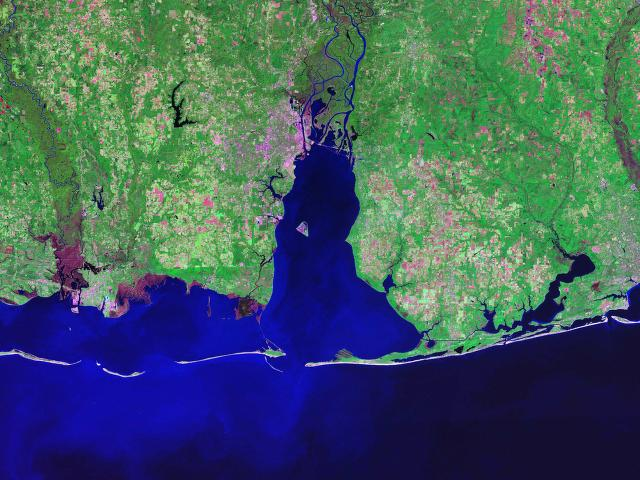
Las islas barrera Misisipi-Alabama protegiendo la bahía de Mobile y el Mississippi Sound.

Numerosos científicos han propuesto explicaciones durante más de 150 años para el desarrollo de las islas barrera. Se pueden agrupar en tres grandes teorías: la teoría de barras costa afuera, la teoría acreción de bancos de arena y la teoría de la sumergencia. Ninguna teoría puede explicar el desarrollo de todas las barreras distribuidas ampliamente a lo largo de las costas del mundo. Los científicos aceptan la idea de que las barreras, incluidas otros tipos de barrera, se puede formar por una serie de diferentes mecanismos.

### Teoría de las barras costa afuera
Una de las primeras ideas para explicar la formación de las islas barrera fue publicada en 1845 por el francés Elie de Beaumont (1798-1874), quien creía que las olas que se mueven en aguas poco profundas agitaban la arena, la cual era depositada en forma de una barra submarina cuando las olas rompían y perdían parte de su energía. Cuando las barras crecen verticalmente, poco a poco aparecen sobre el nivel del mar, formando las islas barrera.[cita requerida]

### Teoría de acreción de espigones de arena
El geólogo estadounidense Grove Karl Gilbert fue el primero en argumentar, en 1885, que los sedimentos de la barrera procedían de fuentes a largo de la costa. Propuso que el sedimento que se mueve en la zona de rotura por la agitación de las olas en la deriva costera podría construir espigones de arena que se extenderían desde los cabos paralelos a la costa. La posterior rotura del espigón de arena por las olas de tormenta podría formar las islas barrera.

### Teoría de la inmersión

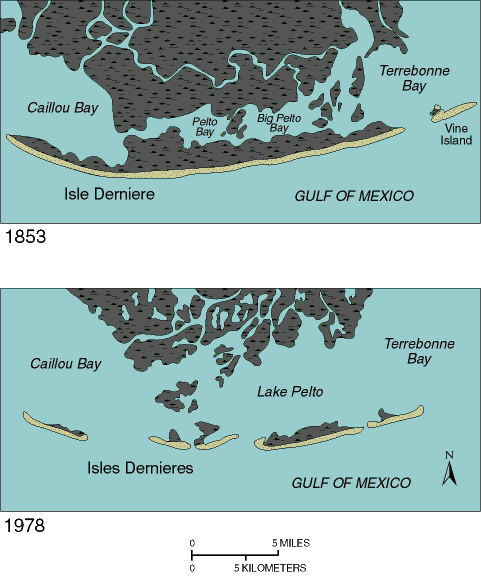
Islas Dernieres en 1853 y 1978. La acción de las olas desprendió las islas Dernieres del continente.

William John McGee razonó en el año 1890 que la costa Oriental y la costa del Golfo de los Estados Unidos quedaron sometidas a la inmersión, como lo demuestran los numerosos valles de ríos ahogados que se producen a lo largo de estas costas, incluidas las bahías Raritan, Delaware y Chesapeake. Se cree que durante la inmersión las cordilleras costeras fueron separadas de la parte continental, formando lagunas detrás de las cordilleras. Usó las islas barrera Misisipi-Alabama (compuesta por las islas Cat, Ship, Horn, Petit Bois y Dauphin) como un ejemplo en el que el hundimiento costero formó una barrera de islas, pero su interpretación más tarde resultó ser incorrecta, ya que la estratigrafía costera y las edades de los sedimentos fueron determinadas con más precisión.
A lo largo de la costa de la Luisiana antiguos lóbulos del delta del río Misisipi han sido reelaborados por la acción de las olas, formando complejas crestas playeras. El prolongado hundimiento de los pantanos detrás de las barreras ha convertido a estos antiguos humedales con vegetación en zonas de aguas abiertas. En un período de 125 años, desde 1853 hasta 1978, dos pequeñas bahías semiprotegidas detrás de la barrera han sido transformadas en la gran masa de agua del lago Pelto, dejando las islas Dernieres desprendidas de la parte continental.